# Lacul Aroneanu

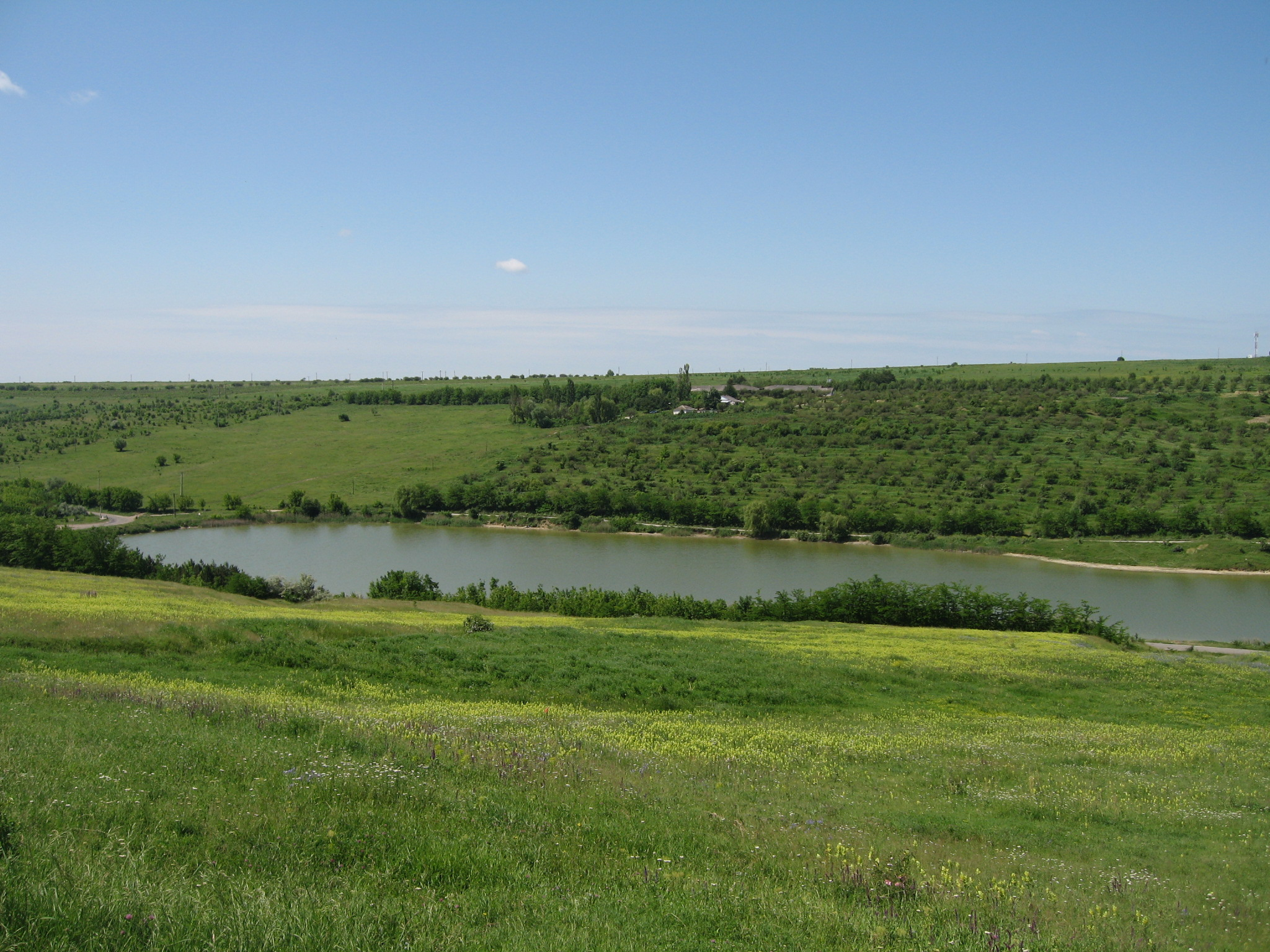
Lacul Aroneanu

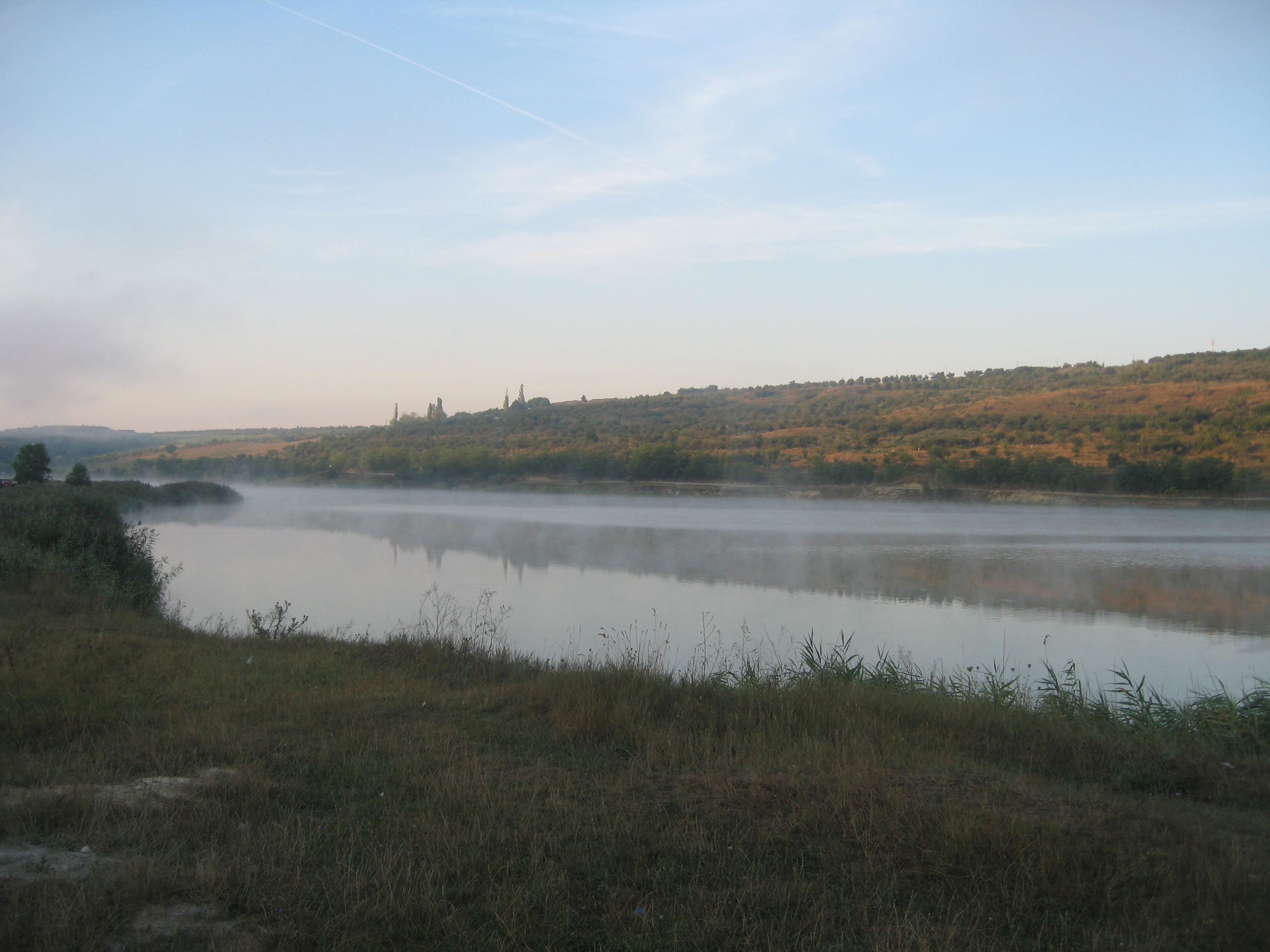
Lacul Aroneanu

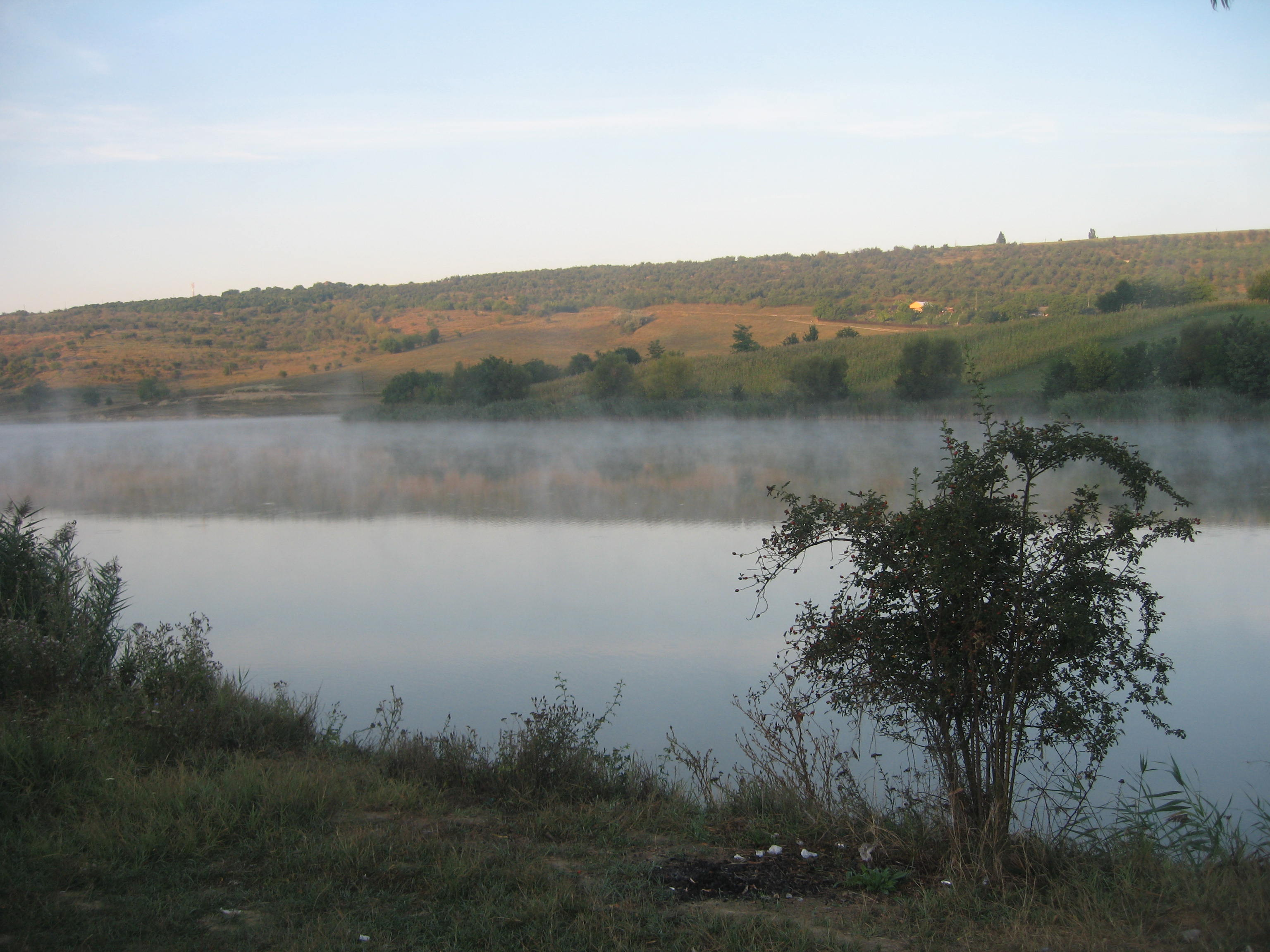
Lacul Aroneanu

Lacul Aroneanu este un lac de baraj artificial de luncă din Câmpia Moldovei, în apropiere de localitatea Aroneanu (județul Iași). Are o suprafață de circa 23 hectare  și este construit pe Râul Ciric. Este încadrat de Dealul Aroneanu (215 m alt.) și Dealul Cârlig (202 m alt.).
Lacul Aroneanu este situat în amonte de lacurile Ciric și în aval de lacul Dorobanți.
Lacul Aroneanu are destinația de bazin piscicol, fiind populat mai ales cu crap, caras și biban